# Pseudotachea
Pseudotachea es un género de gasterópodos terrestres endémico del Mediterráneo occidental (sur de Francia, España y noroeste de África). Incluye dos especies de caracoles de mediano tamaño y coloración muy variable, desde uniformemente lisa hasta con líneas oscuras en espiral.

## Especies
Se han descrito dos especies de Pseudotachea:
- Pseudotachea splendida - S Francia, E península ibérica, Mallorca.[3]
- Pseudotachea liturata - NW África, S España (Cádiz, Málaga).[4]